# 古尔盖亚河雷登桑
古尔盖亚河雷登桑（葡萄牙語：Redenção do Gurguéia）是巴西皮奥伊州的一个市镇。总面积2468.006平方公里，总人口8270人，人口密度3.4人/平方公里。